# Kreis Recklinghausen
Kreis Recklinghausen är ett distrikt i Regierungsbezirk Münster i förbundslandet Nordrhein-Westfalen, Tyskland. Distriktet ligger i norra delen av det tätbefolkade Ruhrområdet. Största staden är distriktshuvudstaden Recklinghausen med runt 121.000 invånare.

## Administrativ kommunindelning
Följande kommuner ingår i Kreis Recklinghausen. Invånarantal 31 dec 2013 anges inom parentes. Kommunerna indelas i större och medelstora städer efter grad av administrativt självstyre.
| Större städer (Große kreisangehörige Städte) 1. Castrop-Rauxel (73 751) 2. Dorsten (75 547) 3. Gladbeck (74 011) 4. Herten (60 582) 5. Marl (83 634) 6. Recklinghausen (115 320) Medelstora städer (Mittlere kreisangehörige Städte) 1. Datteln (34 332) 2. Haltern am See (37 266) 3. Oer-Erkenschwick (30 550) 4. Waltrop (28 885) |